# Никушор Дан
Никушор Дан (Фагараш, 20. децембар 1969) румунски је политичар, грађански активиста и математичар. Он  је председник Румунијe, иницијатор и бивши председник странке Унија спаса Румуније (УСР), кандидат за позицију градоначелника Букурешта на изборима у јуну 2012. и локалним изборима 2016. године, члан градског већа општине Букурешт 2016. године и посланик Букурешта у периоду 2016−2020.
На локалним изборима 2020. године изабран је за градоначелника главног града са 42,8% гласова, а на локалним изборима 2024. године поново је изабран са 46,9%.